# Вичаз, Ота

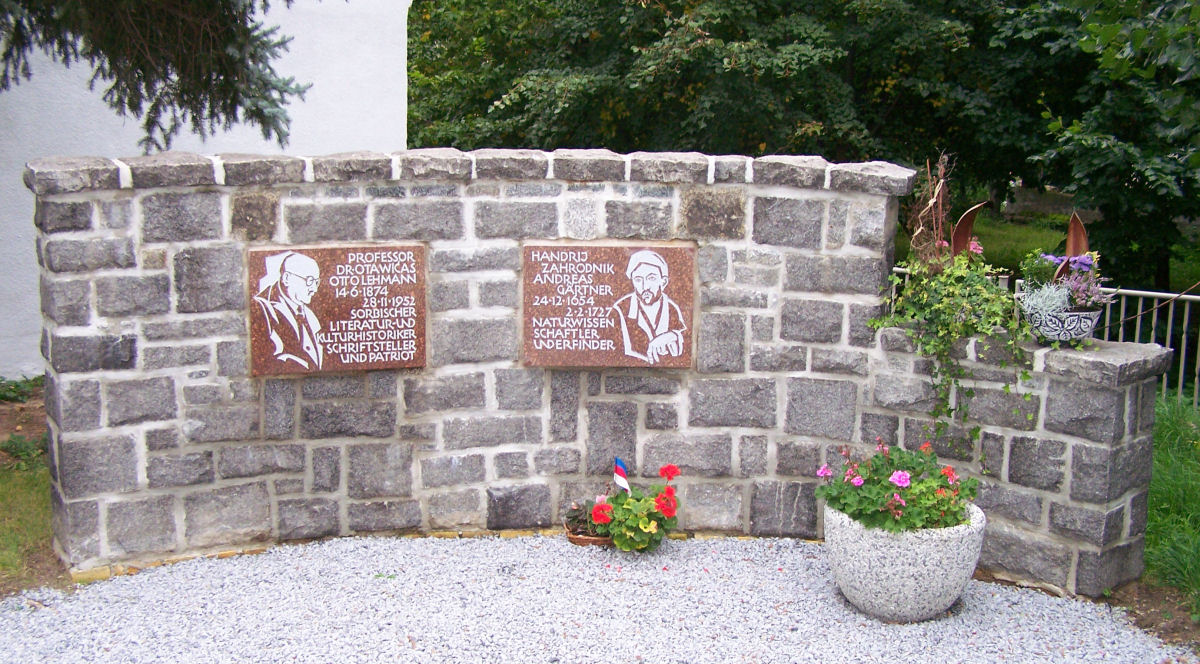
Памятник в честь Отто Лехмана и Гандрия Загродника, Кватитц, Германия

О́та Ви́чаз, немецкий вариант — Отто Лехман (в.-луж. Ota Wićaz, нем. Otto Lehmann, 14 июня 1874 года, Хвачицы, Лужица, Германская империя — 28 ноября 1952 года, Штольберг, ГДР) — лютеранский священник, педагог, верхнелужицкий писатель, поэт, переводчик, литературовед, журналист и историк культуры.

## Биография
Родился 14 июня 1874 года в семье преподавателя гимназии в Бауцене. Закончив гимназию, изучал теологию, философию, германистику и славистику в Лейпциге. Во время своей учёбы участвовал в деятельности лужичанского студенческого общества Sorabija. После окончания обучения был рукоположен в священника и служил в 1899 году викарием в одном из лютеранских приходов в Лейпциге. В 1898 году организовал XXIV молодёжный летний лагерь-фестиваль для лужицких гимназистов под названием «Схадзованка». После получения высшего педагогического образования в Лейпциге с 1900 года преподавал в начальных классах в городах Рёта, Лейпциг, Хохкирх, Дрезден и Чопау. С 1902 года занимался преподавательской деятельности в педагогических училищах в Вальденбурге и Бауцене. С этого же времени участвовал в деятельности лужичанского культурного общества «Матица сербская». В 1903 году переехал в Штольберг, где с 1904 года преподавал в педагогическом училище. В 1914 году получил профессорскую должность, в 1920 году был назначен на должность управляющего студенческим советом и в 1926 году — на должность директора училища. В 1936 году был уволен с работы. В 1941 году возвратился к преподавательской деятельности. В 1943 году был снова уволен с работы. После Второй мировой войны продолжил преподавать. С 1945 года по 1949 год был переводчиком в советской военной комендатуре. В 1949 году вышел на пенсию.
С 1924 года по 1937 год был редактором лужичанских периодических изданий «Předźenak» и «Łužica». С 1932 года по 1937 год был редактором печатного органа общества «Матица сербская» общественно-культурного и литературного альманаха «Časopis Maćicy Serbskeje». С 1947 года по 1950 год был редактором лужицких периодических изданий «Nowajа Łužiса» и «Rozhlad».
В 1947 году получил звание почётного профессора Лейпцигского университета в знак признания его вклада в сербское литературоведение и историю культуры.

## Сочинения
- «Wutrobine nalěćo Mathildy Stangec a Korle Awgusta Fiedlerja», 1922;
- «Wo serbskim ludowym basnistwje», 1922;
- Adolf Černý, Serbske wobrazki, перевод с чешского, 1923;
- «Dr. Arnošt Muka», 1924;
- «Jana Hajncy serbske basnje a pěsnje», 1925;
- «Jan Kollár», 1928;
- «Hodźijske idyle», лирика, 1934;
- «Handrij Zejler a jeho doba», 1952;
- посмертное издание «Serb ze złotym rjapom», 1955;
- посмертное издание «Bur Krakora», 1973;
- посмертное издание «Serbska poezija», лирика, 1976.

## Память
- В немецкой коммуне Кватитц установлен памятник, посвящённый Ота Вичазу.